# Gualchiera
Una gualchiera è un macchinario di epoca preindustriale, usato per lo più nella manifattura laniera, ma anche nell'industria della carta.

A volte col termine gualchiera si indica non tanto il macchinario in sé, quanto tutto l'edificio che lo contiene.

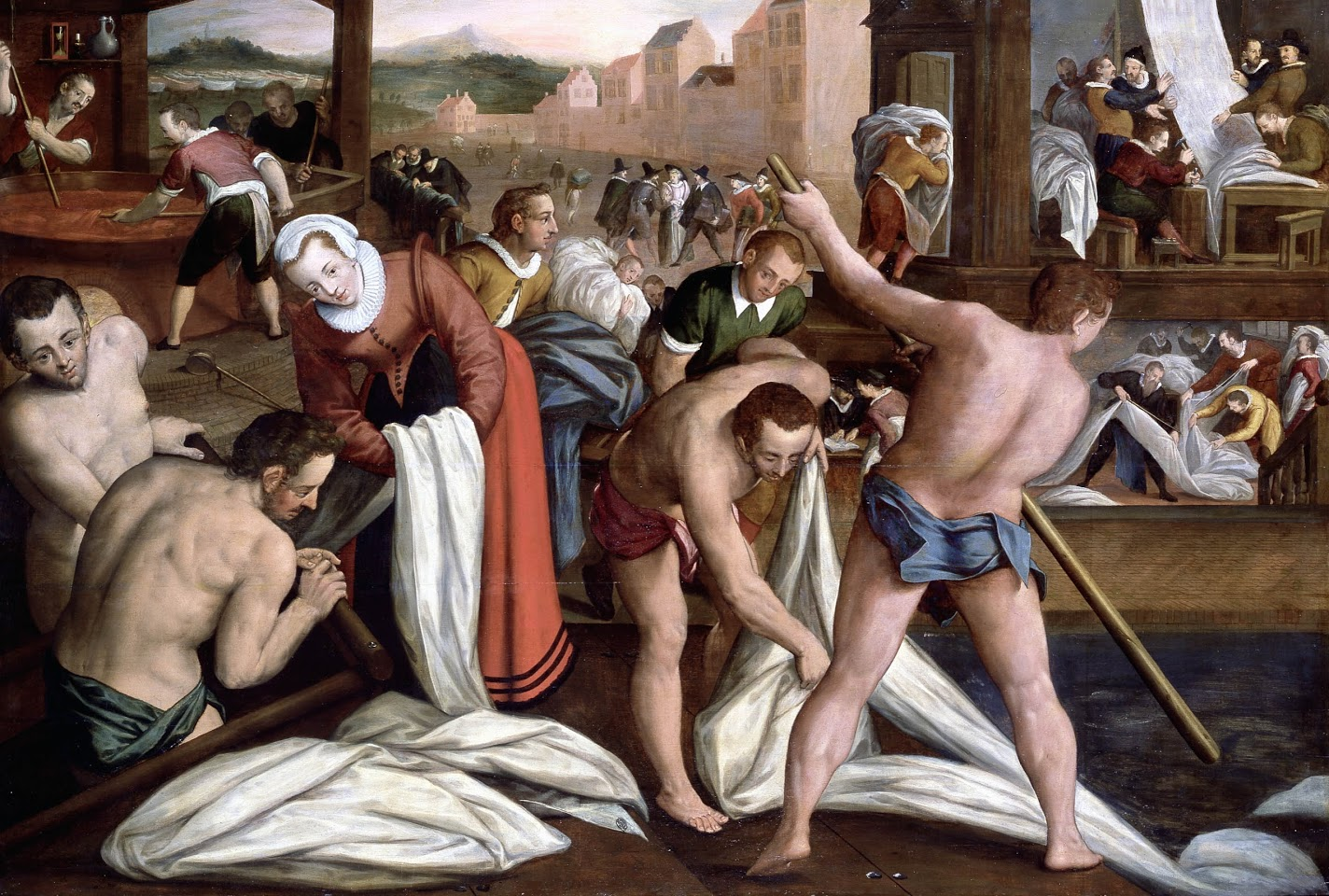
Lavoro di follatura e tintura in una gualchiera (olio su tavola di Isaac van Swanenburg, 1596, Museum de Lakenhal, Leida)

## Etimologia del termine
Il termine gualchiera deriva probabilmente dal germanico walkan o dal francese gauchier, entrambi termini che indicano un'azione di spostamento da un posto ad un altro. Può darsi che la diffusione di questo tipo di macchina idraulica sia dovuta all'influenza longobarda e che in Sardegna sia giunto con i Pisani.

## Struttura
Costituito da un follone, dava luogo all'azione di follatura che serviva a rendere la tela di lana impermeabile infeltrendola.
Nella follatura il tessuto di lana, imbevuto di soluzioni alcaline, saponose o acide, un tempo con argilla smectica detta terra da follone, è sottoposto, mediante magli, a battitura.

Le soluzioni adoperate hanno lo scopo di rendere le fibre più molli e cedevoli alla compressione e suscettibili perciò ad aderire tra loro, in modo da ottenere una maggiore resistenza e compattezza del tessuto.
Era azionato da energia idraulica e per questo il macchinario era solitamente sito in edifici in prossimità di canali.
L'uso di follare la lana era attestato già in epoca romana, in appositi laboratori chiamati fullonicae dove oltre ad infeltrire e rifinire il tessuto si lavavano anche i panni, come si può vedere negli scavi archeologici di Pompei.

## Follone
Il follone è in generale di fabbricazione artigianale e adeguato al posto dove deve funzionare, dunque può avere un aspetto completamente diverso da un luogo a un altro. La posizione dei magli (3) può essere orizzontale o inclinata (come nello schema), l'albero a camme (2) può avere camme riportate o essere scavato nella massa dell'albero. In qualsiasi modo è sempre un meccanismo molto vecchio e molto antico, ma mostra sempre la sua affidabilità attraverso gli anni.
I tessuti da premere (5) sono disposti contro un paracolpi nel caso di magli verticali; nel caso di magli orizzontali, il tessuto è messo in un trogolo (o vasca). È sempre abbondantemente spruzzato da acqua alcalina aggiunta a terra da follone nel caso del trattamento dei tessuti. Per la follatura del feltro, l'acqua è riscaldata ed acidula.

## Storia
I laminatoi a follone si sono sviluppati, dall'antichità, in luoghi che disponevano di una fonte abbondante d'acqua e, sovente, poco distanti dagli allevamenti delle pecore produttrici di lana. 
Con lo sviluppo industriale, nel XIX secolo, questi folloni sono stati sostituiti da impianti moderni; soprattutto per la fabbricazione del feltro nell'industria dei cappelli.

## Galleria d'immagini
Le immagini sono relative a mulini del Parco Nazionale della Cherca in Croazia.

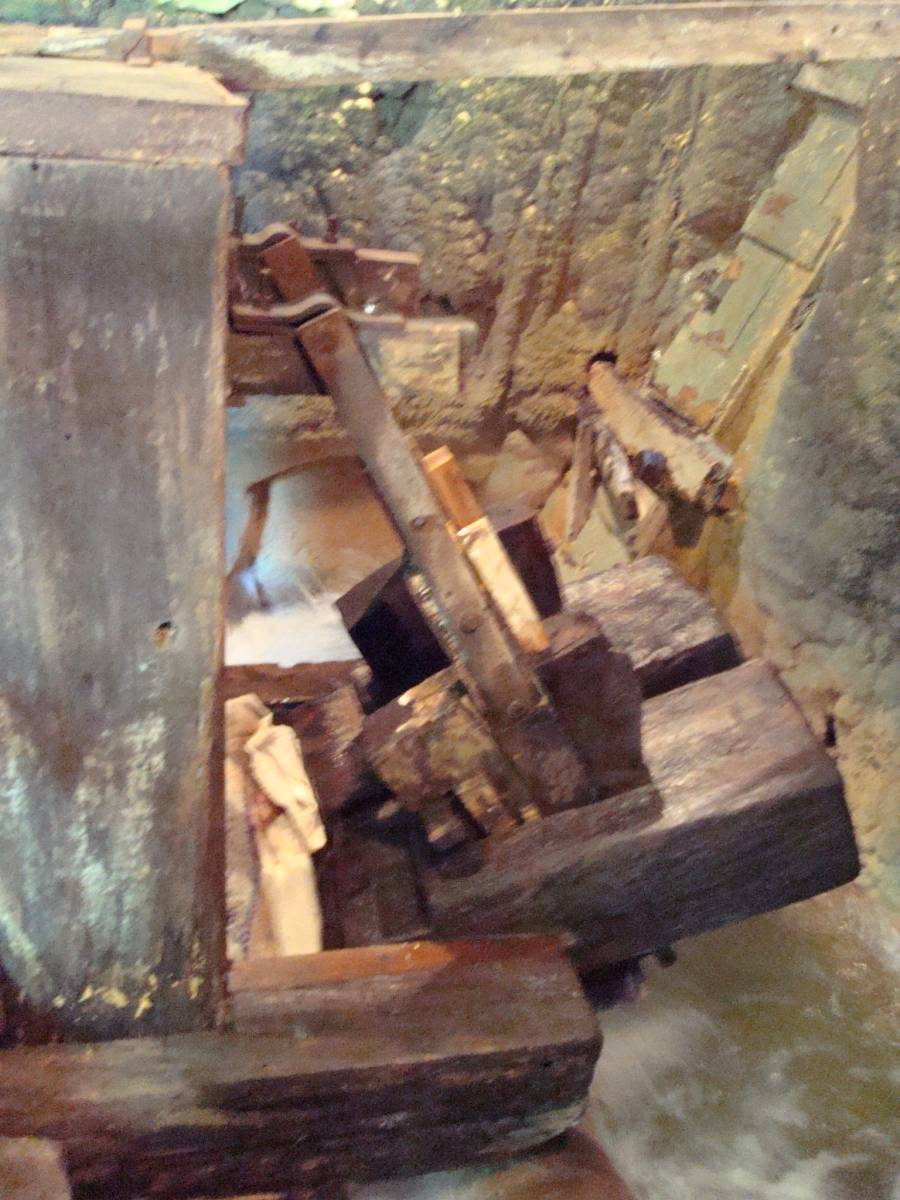
Maglio in azione
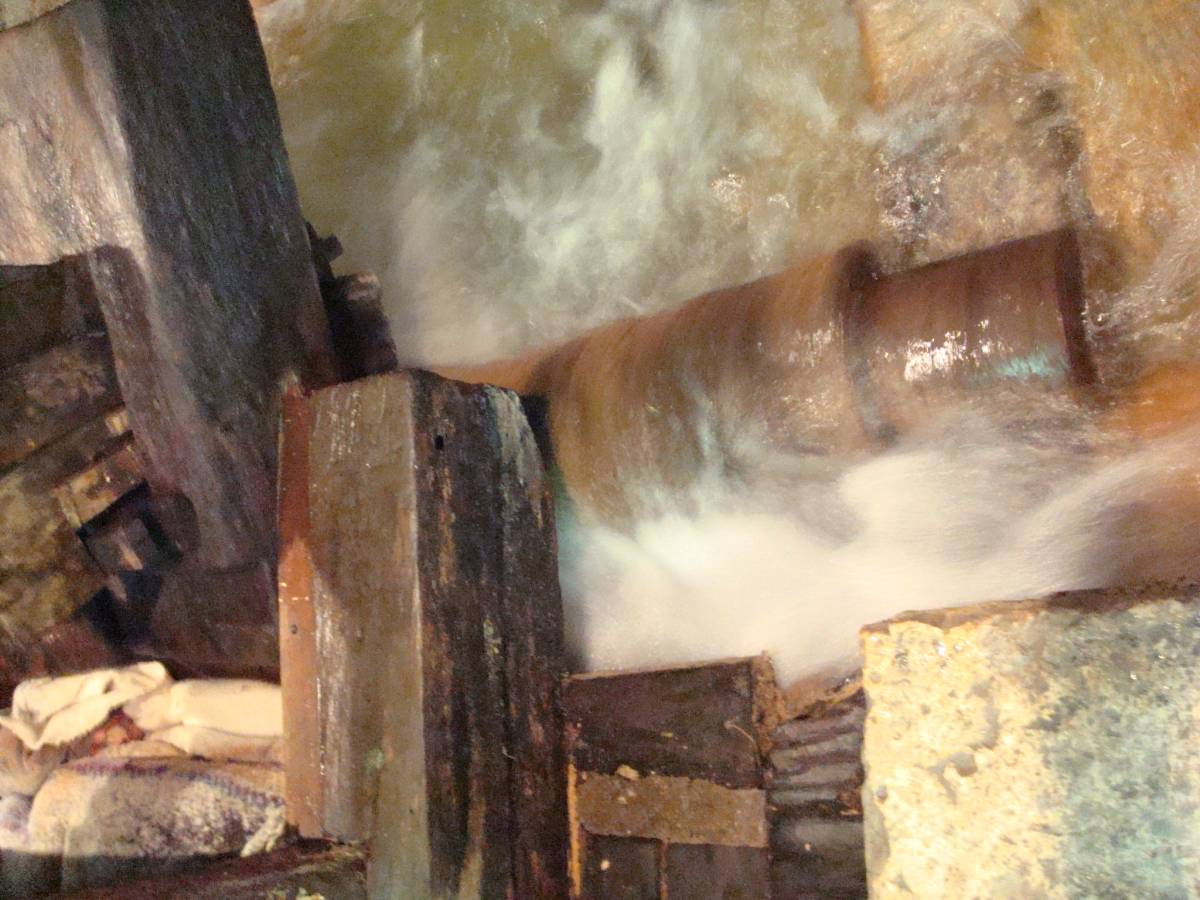
Albero a camme che attiva i magli
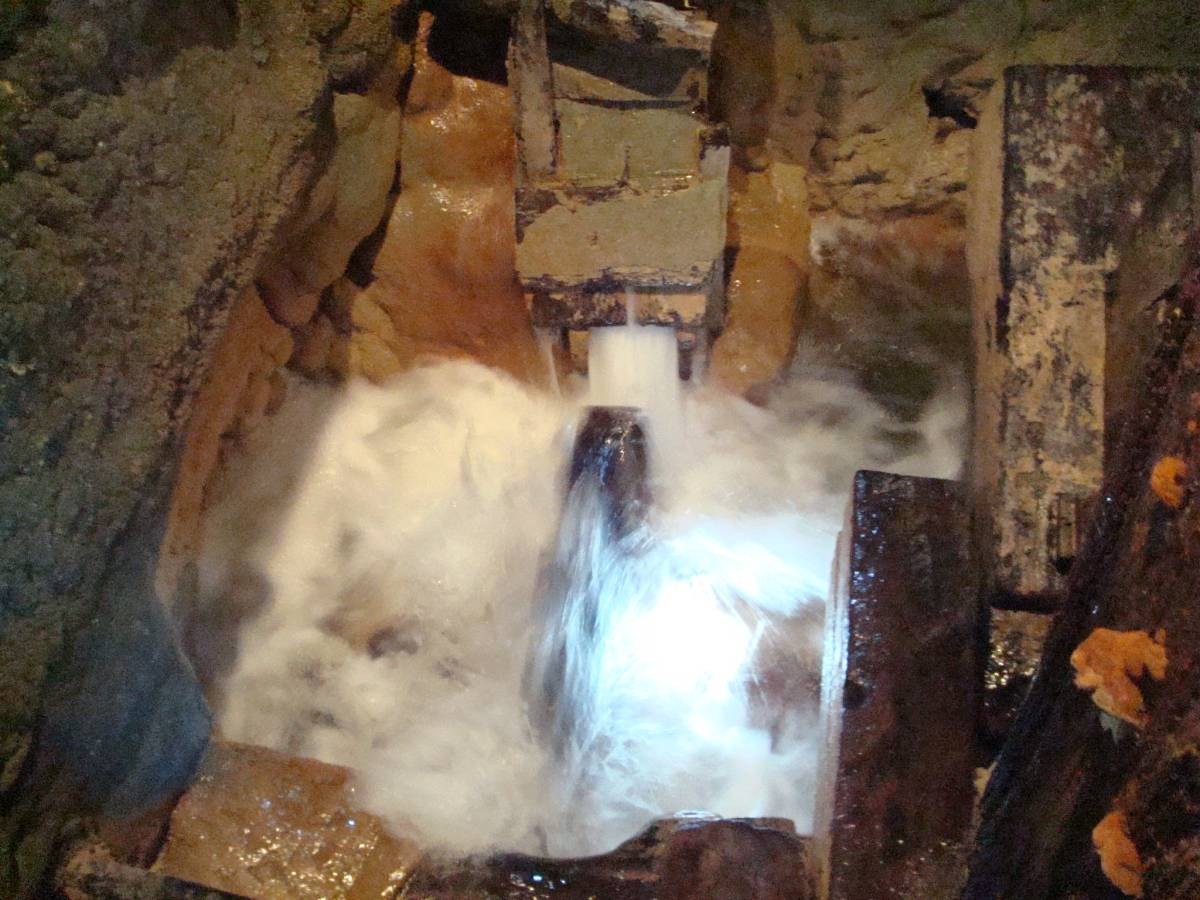
Ruota ad albe che trascina l'albero a camme
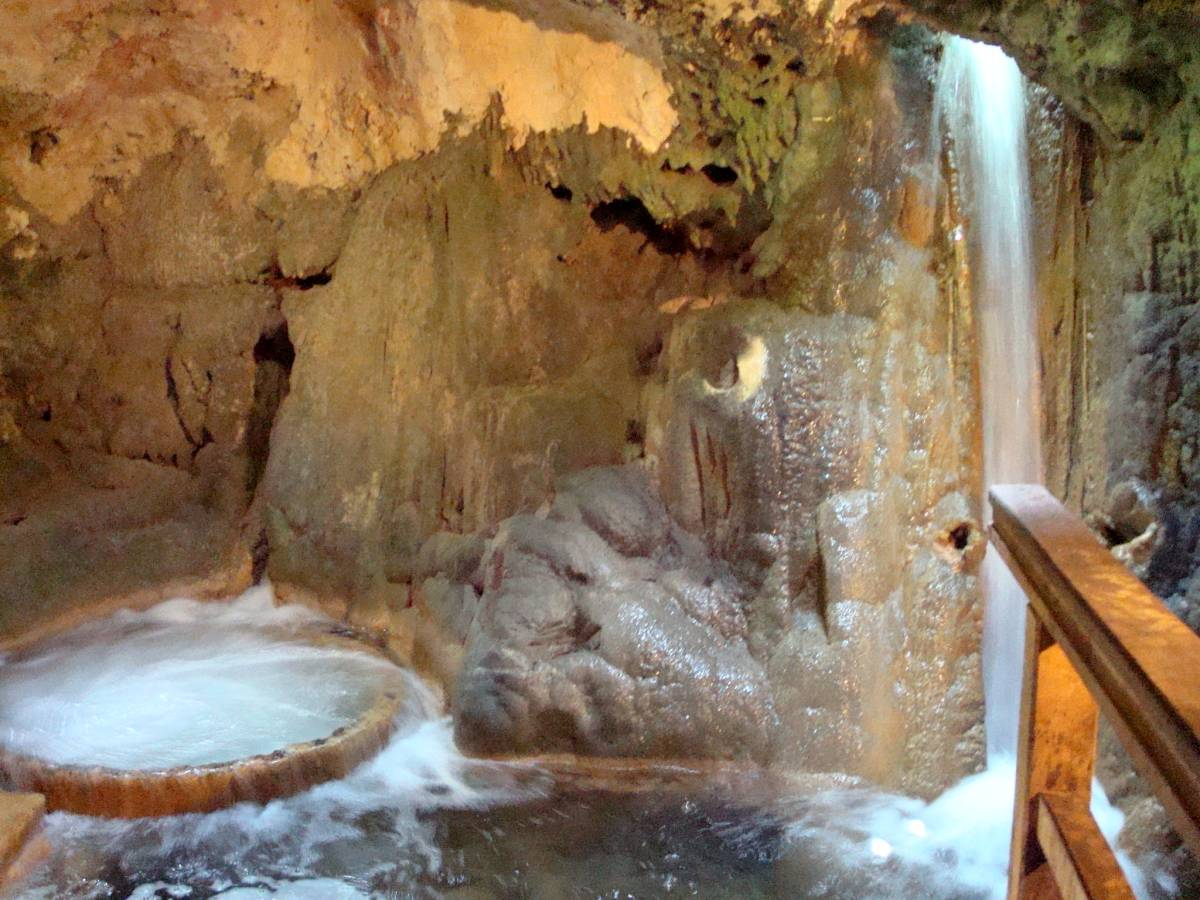
Bacino di lavaggio della biancheria o della lana